# Jesu! för Ditt namn sig böjer
Jesu! för Ditt namn sig böjer är en psalmtext åtta 8-radiga verser av Gerhard Tersteegen. Översatt till svenska av okänd översättare.
Texten sjungs till samma melodi av Johann Schop, som Var nu redo, själ och tunga, nummer 443 i den svenska psalmboken år 1819.

## Publicerad i
- Syréens Sånger 1843 som nummer 37 och till vissa delar som nummer 506.
- Lilla Kempis 1876, som den tionde sången i komplementet Andeliga Sånger under rubriken "Om det wälsignade namnet Jesus.".